# Gösta Sandberg

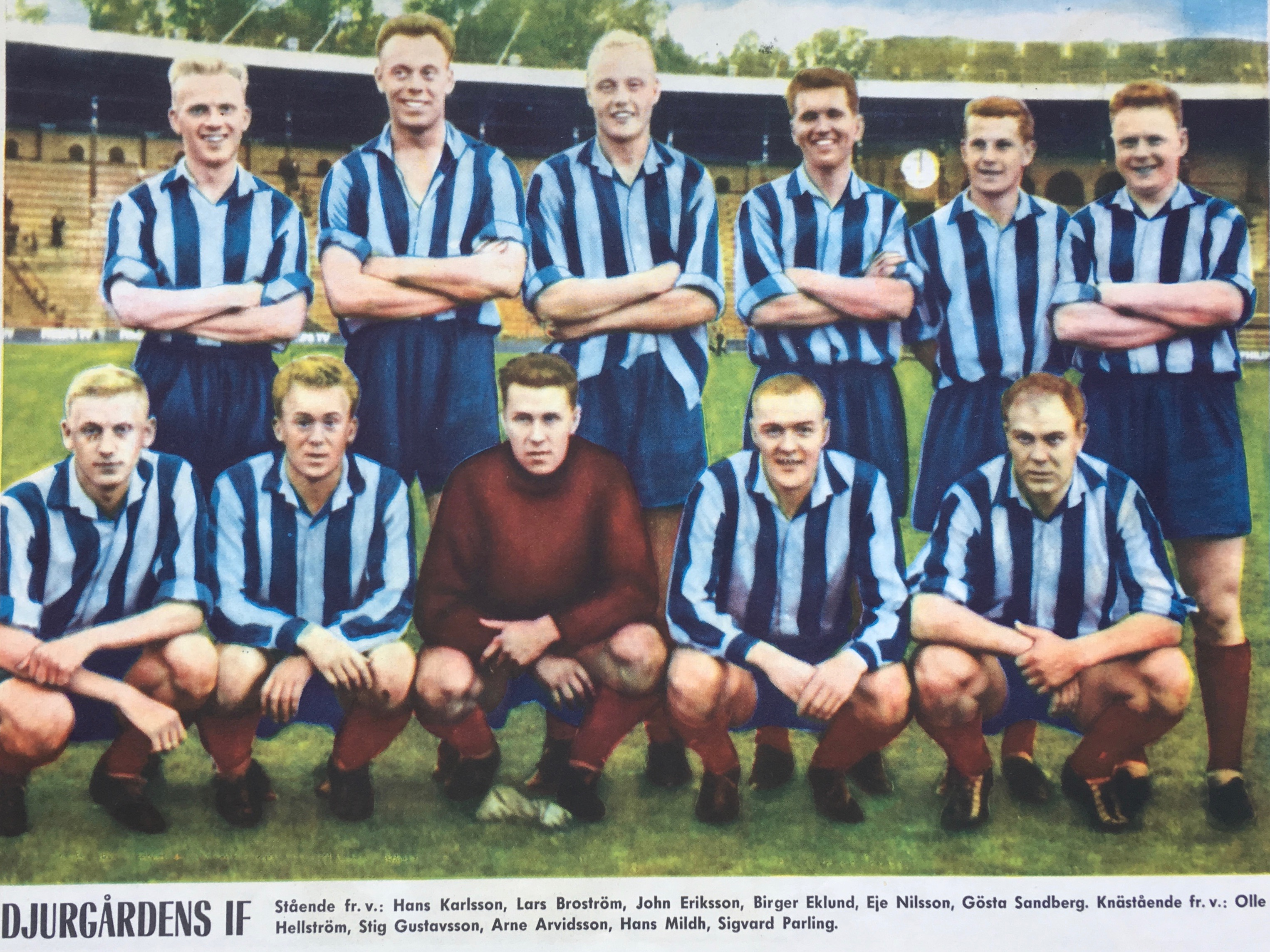
Gösta Sandberg står längst till höger på detta foto på guldlaget från 1959.

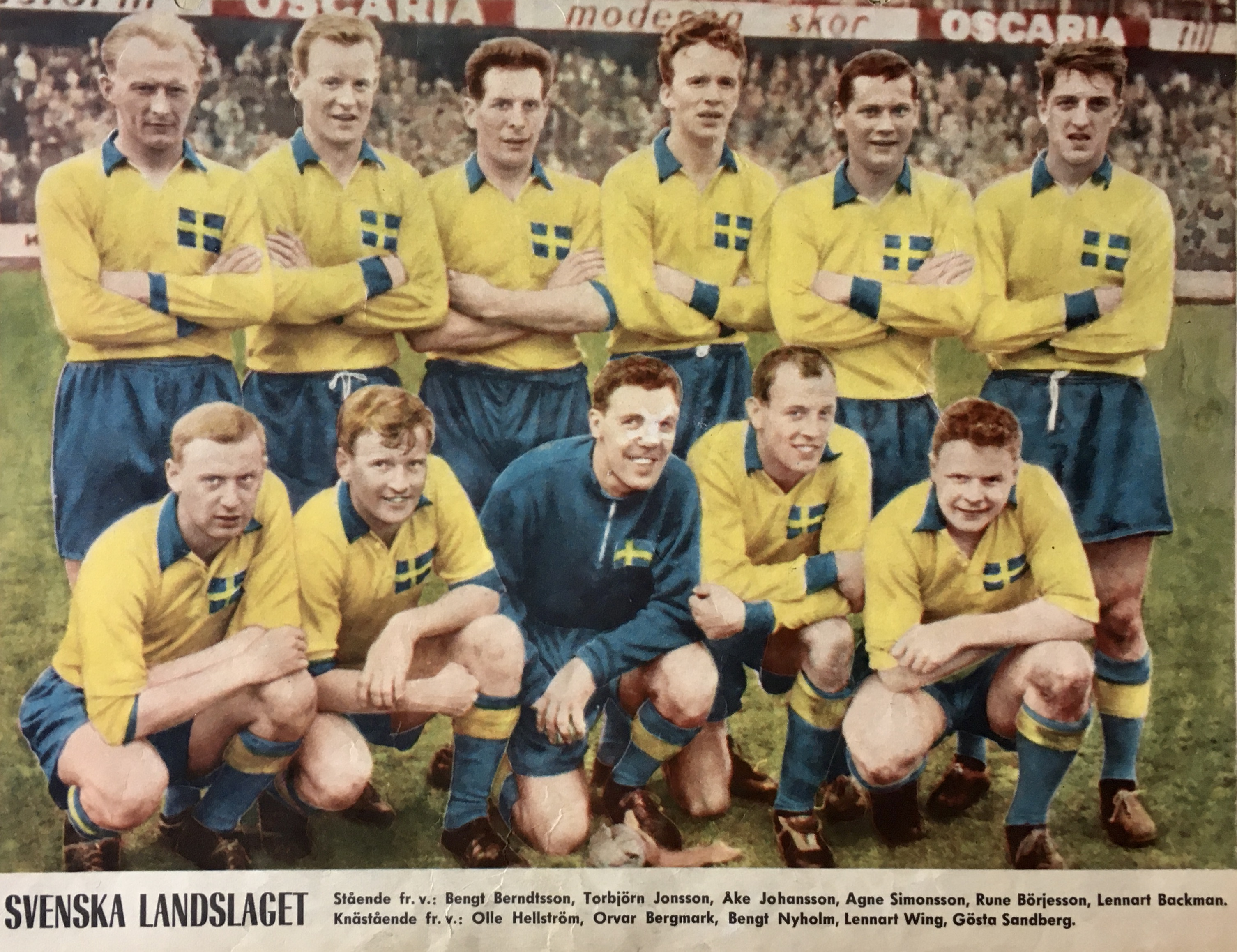
Det svenska herrlandslaget i fotboll, som den 28 maj 1961 segrade med 4–0 över Schweiz. I det svenska laget ingick följande spelare – stående från vänster: Bengt "Fölet" Berndtsson, Torbjörn Jonsson, Åke "Bajdoff" Johansson, Agne Simonsson, Rune Börjesson, Lennart Backman. Knästående från vänster: Olle "Lill-Lappen" Hellström, Orvar Bergmark, Bengt "Zamora" Nyholm, Lennart Wing och Gösta "Knivsta" Sandberg.

Gösta "Knivsta" Sandberg, även kallad Mr Djurgår’n, född 6 augusti 1932 i Knivsta, död 27 april 2006 i Stockholm, var en svensk idrottsman, mest framstående som fotbollsspelare, där hans position var vänsterytter och senare vänsterhalvback. Han var fyrfaldig svensk mästare för Djurgårdens IF, 52 gånger landslagsman och bronsmedaljör vid OS 1952.
Gösta Sandberg var även aktiv i bandy och ishockey för Djurgårdens IF och var landslagsman även i dessa sporter. I en omröstning i samband med föreningens 100-årsjubileum 1991 utsågs han till "Århundradets Djurgårdare". Hans smeknamn kom från födelseortens namn, Knivsta. 
Sandberg deltog 1955 i Martin Söderhjelms film Tom plats fylld, en propagandafilm mot alkohol.
Gösta Sandberg avled den 27 april 2006 på väg hem från ett derby mellan AIK och Djurgårdens IF i fotbollsallsvenskan 2006. Han brukar kallas för den siste allroundidrottsmannen då ingen efter honom har lyckats att ta en landslagsplats i tre olika lagidrotter.
Sandberg är far till Lars Sandberg och morfar till Gustav Sandberg Magnusson, som debuterade för IF Brommapojkarna i allsvenskan mot Kalmar FF på Fredriksskans i juli 2009. Gustavs yngre bror, Anton Sandberg Magnusson, spelar för Varbergs BoIS i Superettan. Gösta Sandberg hade parallellt med idrottskarriären en färgaffär på Ulvsundavägen i Bromma. Han är begravd på Bromma kyrkogård.

## Fotbollskarriären
Sandberg spelade vänsterytter i Djurgårdens A-lag 1951–1966 och tog fyra SM-guld. Han spelade 300 allsvenska matcher och är med 70 gjorda mål innehavare av rekordet för flest allsvenska mål. Hans sista allsvenska match spelades på Råsunda 1966 då Djurgården säkrade SM-guldet mot IFK Norrköping.
1956 fick Gösta Sandberg Aftonbladets Guldboll. Han var inte någon teknisk spelare, men denna brist kompenserade han med snabbhet, bra passningsspel och ett utmärkt skott.
Sandberg debuterade i svenska landslaget 30 maj 1952 i landskampen mellan Sverige och Skottland på Råsunda. Han gjorde ett spektakulärt mål, på ett volleyskott, från 40 meter och Sverige vann matchen med 3–1. Aftonbladets fotograf fick en bra bild, som hamnade på förstasidan. Efter denna vällyckade landskampsdebut blev han "Knivsta" med svenska folket. Senare samma år tog han OS-brons i Helsingfors. Han gjorde 52 A-landskamper och 10 mål. 
Efter den aktiva karriären var han tränare för Djurgårdens A-lag 1967–1971 samt 1979 och även för IF Brommapojkarna 1959–1961 och 1972–1978.

## Ishockeykarriären
Sandberg började med ishockey i Knivsta IK och kom till Stockholm och Djurgården via spel i IK Sirius och förortsklubben Spånga IS. Han vann sex SM-guld som forward i Djurgårdens ishockeytröja och fick chansen vid åtta tillfällen i Tre Kronor utan att riktigt lyckas slå sig in som ordinarie i laget. Han blev uttagen till ishockey-VM 1961. Det var inte populärt hos Svenska Fotbollförbundet som protesterade och som till en början inte ville släppa honom. Detta ledde till en konflikt mellan de två förbunden. Trots det var han med i världsmästerskapet där Sverige slutade på en fjärdeplats och blev som tredje europeiska lag bronsmedaljörer i EM.

## Bandykarriären
Sandberg spelade bandy för Djurgården bandy och var aktiv ända fram till 50-årsstrecket. 1962 gjorde han tre landskamper.

## Meriter
- Landskamper i fotboll: 52 (1951–1961)
- Landskamper i ishockey: 8 (1958–1961)
- Landskamper i bandy:  3 (1962)
- OS i fotboll:  Brons 1952
- VM i ishockey: Fyra 1961
- EM i ishockey: Brons 1961
- SM i fotboll: 4 (1955, 1959, 1964, 1966)
- SM i ishockey: 6 (1958–1963)
- Guldbollen: 1956